# Jesús Castro (calciatore uruguaiano)
Jesús Mario Castro (Durazno, 22 luglio 1933 – 23 maggio 1988) è stato un calciatore uruguaiano, di ruolo centrocampista.

## Carriera

### Club
Ha sempre giocato nel campionato uruguaiano.

### Nazionale
Con la maglia della Nazionale ha preso parte al Campeonato sudamericano nel 1957.